# 咽頭後壁膿瘍
咽頭後壁膿瘍（いんとう・こうへき・のうよう、咽後膿瘍とも）は、咽頭後間隙に膿瘍を形成する感染症のこと。

## 病態
咽頭後壁と頚椎前面との間にある咽頭後間隙にある咽頭後リンパ節とその周辺に膿瘍を形成する。
連鎖球菌、ブドウ球菌、嫌気性菌などが原因となることが多い。

下行性縦隔炎や敗血症に至り、急速に全身状態が悪化することがある。

## 疫学
リンパ節の豊富な2-4歳の幼児にみられることが多い。気道損傷後の成人例も散見される。

## 症状
- 発熱、咽頭痛、嚥下痛、流涎、発声困難(含み声)などを主訴とする。
- 喘鳴、頸部腫脹、頸部リンパ節腫脹などの所見がみられるが、特徴的なのは斜頸と項部硬直(頸部進展制限)である。

発熱と項部硬直のある小児では髄膜炎と同時に咽後膿瘍も鑑別診断にあがる。29例の症例を後ろ向きに分析した研究では，45％が項部硬直を認めたという報告がある。
- 進行すると、気道閉塞、縦隔炎[2]、内頸静脈の血栓性静脈炎（レミエール症候群）などを合併することがある。

## 検査
- 血液検査
  - 白血球数増加、CRP高値をみとめることが多い。
- 頸部側面X線写真(頸部進展位、吸気時撮影)
  - 咽頭後壁-頸椎前面間の距離は、C2-3レベルで小児・成人とも7mm以内、C6レベルで小児14mm以内、成人22mm以内が正常。これを超える場合は咽頭後壁の腫脹が示唆される[3]。
- 頸部造影CT
  - 咽頭後壁膿瘍と急性喉頭蓋炎は症状からは鑑別困難なことがあるので、積極的に頸部造影CTを行い、診断を下す。[4]

## 鑑別診断
- 急性上気道炎
- クループ
- 急性喉頭蓋炎
- レミエール症候群
- 扁桃周囲膿瘍
- 川崎病 ... 咽後膿瘍様な所見があり、抗生物質が無効な場合には念頭に置く。